# José Issa
José Issa   (Cochabamba, 28 de maig de 1942) és un exfutbolista bolivìà de la dècada de 1960.
Fou 7 cops internacional amb la selecció de Bolívia, amb la que disputà el campionat sud-americà de 1967.
Pel que fa a clubs, defensà els colors de Club Aurora i Club Jorge Wilstermann.